# 두득신
두득신(杜得臣, ? ~ 기원전 175년)은 초한전쟁기 ~ 전한 초기의 군인이다.

## 행적
졸병으로서 호릉(胡陵)에서 고제를 따르고 한나라에 들어갔다. 낭장(郞將)이 되어 좌승상의 군을 맞이하고 항우를 친 공로로 극양후(棘陽侯)에 봉해지고 식읍 1,000호를 받았다.
문제 5년(기원전 175년)에 죽어 시호를 장(莊)이라 하였고, 아들 두단이 뒤를 이었다.

## 출전
- 사마천, 《사기》 권18 고조공신후자연표(高祖功臣侯者年表)
- 반고, 《한서》 권16 고조공신후자연표(高惠高后文功臣表)